# Lemmes
Lemmes é uma comuna francesa na região administrativa de Grande Leste, no departamento de Meuse. Estende-se por uma área de 11,05 km². Em 2010 a comuna tinha 246 habitantes (densidade: 22,3 hab./km²).